# Ilse Hornung

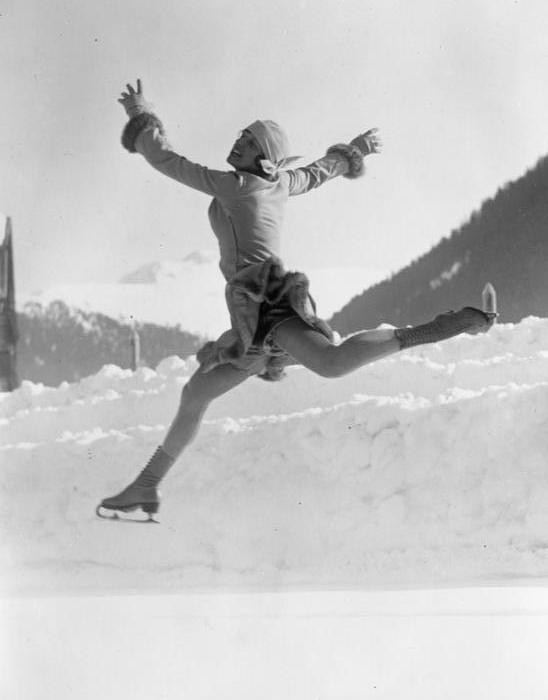
Hornung i december 1932.

Ilse Eugenie Maria Hornung, gift Bietak, född 10 april 1908 i Wien, död där 22 mars 1994, var en österrikisk konståkerska som deltog i singel damer vid olympiska spelen i Sankt Moritz 1928.